# A Real Madrid CF 2001–2002-es szezonja
A Real Madrid CF 2001–2002-es szezonja a csapat 98. idénye volt fennállása óta, sorozatban a 71. a spanyol első osztályban

## Mezek
Gyártó: Adidas/
mezszponzor: Realmadrid.com
| Hazai | Vendék | Harmadik |

| Kapus 1 | Kapus 2 | Kapus 3 | Kapus 4 |

## Végeredmény
| #  | Csapat                    | M  | Gy | D  | V  | RG | KG | GK  | P  |
| -- | ------------------------- | -- | -- | -- | -- | -- | -- | --- | -- |
| 1  | Valencia CF (B)           | 38 | 21 | 12 | 5  | 51 | 27 | +24 | 75 |
| 2  | RC Deportivo de La Coruña | 38 | 20 | 8  | 10 | 65 | 41 | +24 | 68 |
| 3  | Real Madrid CF            | 38 | 19 | 9  | 10 | 69 | 44 | +25 | 66 |
| 4  | FC Barcelona              | 38 | 18 | 10 | 10 | 65 | 37 | +28 | 64 |
| 5  | RC Celta de Vigo          | 38 | 16 | 12 | 10 | 64 | 46 | +18 | 60 |
| 6  | Real Betis Balompié       | 38 | 15 | 14 | 9  | 42 | 34 | +8  | 59 |
| 7  | Deportivo Alavés          | 38 | 17 | 3  | 18 | 41 | 44 | -3  | 54 |
| 8  | Sevilla                   | 38 | 14 | 11 | 13 | 51 | 40 | +11 | 53 |
| 9  | Athletic Club             | 38 | 14 | 11 | 13 | 54 | 66 | -12 | 53 |
| 10 | Málaga CF                 | 38 | 13 | 14 | 11 | 44 | 44 | 0   | 53 |
| 11 | Rayo Vallecano            | 38 | 13 | 10 | 15 | 46 | 52 | -6  | 49 |
| 12 | Real Valladolid CF        | 38 | 13 | 9  | 16 | 45 | 58 | -13 | 48 |
| 13 | Real Sociedad             | 38 | 13 | 8  | 17 | 48 | 54 | -6  | 47 |
| 14 | RCD Espanyol              | 38 | 13 | 8  | 17 | 47 | 56 | -9  | 47 |
| 15 | Villarreal CF             | 38 | 11 | 10 | 17 | 46 | 55 | -9  | 43 |
| 16 | RCD Mallorca              | 38 | 11 | 10 | 17 | 40 | 52 | -12 | 43 |
| 17 | CA Osasuna                | 38 | 10 | 12 | 16 | 36 | 49 | -13 | 42 |
| 18 | UD Las Palmas (K)         | 38 | 9  | 13 | 16 | 40 | 50 | -10 | 40 |
| 19 | CD Tenerife (K)           | 38 | 10 | 8  | 20 | 32 | 58 | -26 | 38 |
| 20 | Real Zaragoza (K)         | 38 | 9  | 10 | 19 | 35 | 54 | -19 | 37 |

|  | Bajnokok Ligája csoportkör     |
|  | Bajnokok Ligája 3.selejtezőkör |
|  | UEFA-kupa                      |
|  | Intertotó-kupa                 |
|  | Kiesett                        |

## Átigazolások

### Érkezők
| Mezszám | Poz. | Nemzet  | Név             | Kor | EU | Honnan   | Szerződés megnevezése | Átigazolási időszak | Szerződés vége | Átigazolás összege | Forrás |
| ------- | ---- | ------- | --------------- | --- | -- | -------- | --------------------- | ------------------- | -------------- | ------------------ | ------ |
| 5       | KP   | francia | Zinédine Zidane | 29  | EU | Juventus | átigazolás            | nyár                | 2005           | 72M €              |        |

Összes kiadás: 72M €

### Távozók
| Mezszám | Poszt | Nemzet | Név | Kor | EU | Hová | Szerződés megnevezés | Ár |
| ------- | ----- | ------ | --- | --- | -- | ---- | -------------------- | -- |
|         |       |        |     |     |    |      |                      |    |

Összes bevétel:  0M €

## La Liga
Győzelem
      Döntetlen
      Vereség
| Forduló | Ellenfél               | H/V | Eredmény |
| ------- | ---------------------- | --- | -------- |
| 1       | Valencia               | V   | 1–0      |
| 2       | Málaga                 | H   | 1–1      |
| 3       | Betis                  | V   | 3–1      |
| 4       | Espanyol               | H   | 5–1      |
| 5       | Valladolid             | V   | 2–2      |
| 6       | Las Palmas             | V   | 4–2      |
| 7       | Athletic Bilbao        | H   | 2–0      |
| 8       | Alavés                 | V   | 0–0      |
| 9       | Celta Vigo             | H   | 1–1      |
| 10      | Villarreal             | V   | 2–3      |
| 11      | Barcelona              | H   | 2–0      |
| 12      | Zaragoza               | V   | 2–1      |
| 13      | Sevilla                | H   | 2–1      |
| 14      | Rayo Vallecano         | V   | 0–3      |
| 15      | Osasuna                | H   | 2–1      |
| 16      | Tenerife               | V   | 0–2      |
| 17      | Sociedad               | H   | 3–1      |
| 18      | Mallorca               | V   | 1–1      |
| 19      | Deportivo de La Coruña | H   | 3–1      |

| Forduló | Ellenfél               | H/V | Eredmény |
| ------- | ---------------------- | --- | -------- |
| 20      | Valencia               | H   | 1–0      |
| 21      | Málaga                 | V   | 1–1      |
| 22      | Betis                  | H   | 1–1      |
| 23      | Espanyol               | V   | 2–1      |
| 24      | Valladolid             | V   | 2–1      |
| 25      | Las Palmas             | H   | 7–0      |
| 26      | Athletic Bilbao        | V   | 2–1      |
| 27      | Alavés                 | H   | 3–1      |
| 28      | Celta Vigo             | V   | 0–1      |
| 29      | Villarreal             | H   | 3–0      |
| 30      | Barcelona              | V   | 1–1      |
| 31      | Zaragoza               | H   | 3–1      |
| 32      | Sevilla                | V   | 0–1      |
| 33      | Rayo Vallecano         | H   | 3–1      |
| 34      | Osasuna                | V   | 3–1      |
| 35      | Tenerife               | H   | 4–1      |
| 36      | Sociedad               | V   | 3–0      |
| 37      | Mallorca               | H   | 0–0      |
| 38      | Deportivo de La Coruña | V   | 3–0      |

## Spanyol kupa
| 2002. március 6. 21:00 |

| Real Madrid | 1–2         | Deportivo La Coruña   |
| ----------- | ----------- | --------------------- |
| Raúl 58'    | Jegyzőkönyv | Sergio 6' Tristán 37' |

| Santiago Bernabéu Stadion, Madrid Nézőszám: 75,000 Játékvezető: Manuel Mejuto González |

| Real Madrid | Deportivo |

| (4-4-2)            |    |                    |     |     |
|                    |    |                    |     |     |
| K                  | 13 | César              |     |     |
| V                  | 2  | Míchel Salgado     |     |     |
| V                  | 4  | Fernando Hierro    | 25' |     |
| V                  | 22 | Francisco Pavón    |     | 46' |
| V                  | 3  | Roberto Carlos     |     |     |
| KP                 | 10 | Luís Figo          |     | 83' |
| KP                 | 24 | Claude Makélélé    |     |     |
| KP                 | 6  | Iván Helguera      | 81' |     |
| KP                 | 5  | Zinedine Zidane    |     |     |
| CS                 | 7  | Raúl               |     |     |
| CS                 | 9  | Fernando Morientes |     | 67' |
| Cserék:            |    |                    |     |     |
| K                  | 1  | Iker Casillas      |     |     |
| KP                 | 8  | Steve McManaman    |     | 83' |
| KP                 | 14 | Guti               |     | 67' |
| KP                 | 16 | Flávio Conceição   |     |     |
| KP                 | 21 | Santiago Solari    | 65' | 46' |
| Vezetőedző:        |    |                    |     |     |
| Vicente del Bosque |    |                    |     |     |

| (4-2-3-1)      |    |                       |     |     |
|                |    |                       |     |     |
| K              | 1  | José Francisco Molina | 90' |     |
| V              | 12 | Lionel Scaloni        |     |     |
| V              | 5  | César                 |     |     |
| V              | 4  | Núr ed-Dín Najbet     |     |     |
| V              | 3  | Enrique Romero        |     |     |
| V              | 16 | Sergio                |     |     |
| KP             | 6  | Mauro Silva           | 10' |     |
| KP             | 18 | Víctor                | 31' | 88' |
| KP             | 21 | Juan Carlos Valerón   |     | 62' |
| KP             | 10 | Fran                  | 70' | 83' |
| CS             | 9  | Diego Tristán         |     |     |
| Cserék         |    |                       |     |     |
| K              | 13 | Nuno                  |     |     |
| V              | 15 | Joan Capdevila        |     | 83' |
| KP             | 8  | Djalminha             |     | 88' |
| KP             | 23 | Aldo Duscher          |     | 62' |
| CS             | 7  | Roy Makaay            |     |     |
| Vezetőedző:    |    |                       |     |     |
| Javier Irureta |    |                       |     |     |

## Spanyol szuperkupa

### Első mérkőzés
| 2001. augusztus 19. 21:45 |

| Zaragoza  | 1–1 | Real Madrid   |
| --------- | --- | ------------- |
| Yordi 79' |     | Conceição 54' |

| La Romareda, Zaragoza Nézőszám: 26,800 Játékvezető: López Nieto |

| Real Zaragoza | Real Madrid |

|             |    |                  |  |     |
|             |    |                  |  |     |
| K           | 13 | César Láinez     |  |     |
| V           | 16 | Pablo Díaz       |  | 73' |
| V           | 6  | Xavi Aguado (c)  |  |     |
| V           | 23 | Paco Jémez       |  |     |
| V           | 25 | Esquerdinha      |  |     |
| KP          | 7  | Juanele          |  |     |
| KP          | 14 | José Ignacio     |  |     |
| KP          | 20 | Roberto Acuña    |  |     |
| KP          | 11 | Martín Vellisca  |  | 73' |
| CS          | 3  | Paulo Jamelli    |  |     |
| CS          | 9  | Yordi            |  |     |
| Cserék:     |    |                  |  |     |
| V           | 4  | Luis Cuartero    |  | 73' |
| CS          | 24 | Luciano Galletti |  | 73' |
| Vezetőedző: |    |                  |  |     |
| Txetxu Rojo |    |                  |  |     |

|                    |    |                     |  |     |
|                    |    |                     |  |     |
| K                  | 13 | César Sánchez       |  |     |
| V                  | 2  | Míchel Salgado      |  |     |
| V                  | 18 | Aitor Karanka       |  |     |
| V                  | 4  | Fernando Hierro (c) |  |     |
| V                  | 3  | Roberto Carlos      |  |     |
| KP                 | 24 | Claude Makélélé     |  |     |
| KP                 | 16 | Flávio Conceição    |  |     |
| KP                 | 10 | Luís Figo           |  | 88' |
| KP                 | 5  | Zinedine Zidane     |  | 80' |
| KP                 | 21 | Santiago Solari     |  | 70' |
| CS                 | 7  | Raúl                |  |     |
| Cserék:            |    |                     |  |     |
| KP                 | 8  | Steve McManaman     |  | 70' |
| CS                 | 9  | Fernando Morientes  |  | 80' |
| KP                 | 20 | Albert Celades      |  | 88' |
| Vezetőedző:        |    |                     |  |     |
| Vicente del Bosque |    |                     |  |     |

### Második mérkőzés
| 2001. augusztus 22. 21:45 |

| Real Madrid        | 3–0         | Zaragoza |
| ------------------ | ----------- | -------- |
| Raúl 74'• 81'• 89' | Jegyzőkönyv |          |

| Santiago Bernabéu, Madrid Nézőszám: 70,000 Játékvezető: Iturralde González |

| Real Madrid | Real Zaragoza |

|                    |    |                     |     |     |
|                    |    |                     |     |     |
| K                  | 1  | Iker Casillas       |     |     |
| V                  | 2  | Míchel Salgado      |     |     |
| V                  | 18 | Aitor Karanka       |     |     |
| V                  | 4  | Fernando Hierro (c) |     |     |
| V                  | 3  | Roberto Carlos      |     | 85' |
| KP                 | 24 | Claude Makélélé     |     |     |
| KP                 | 16 | Flávio Conceição    |     |     |
| KP                 | 10 | Luís Figo           |     |     |
| KP                 | 5  | Zinedine Zidane     |     | 71' |
| CS                 | 9  | Fernando Morientes  | 29' | 67' |
| CS                 | 7  | Raúl                |     |     |
| Cserék:            |    |                     |     |     |
| KP                 | 14 | Guti                |     | 67' |
| KP                 | 11 | Sávio               |     | 71' |
| KP                 | 21 | Santiago Solari     |     | 85' |
| Vezetőedző:        |    |                     |     |     |
| Vicente del Bosque |    |                     |     |     |

|             |    |                  |     |     |
|             |    |                  |     |     |
| K           | 13 | César Láinez     |     |     |
| V           | 22 | Gary Sundgren    | 17' |     |
| V           | 6  | Xavi Aguado (c)  |     |     |
| V           | 23 | Paco Jémez       |     |     |
| V           | 25 | Esquerdinha      |     |     |
| KP          | 14 | José Ignacio     | 66' |     |
| KP          | 20 | Roberto Acuña    |     |     |
| KP          | 24 | Luciano Galletti | 43' | 59' |
| KP          | 8  | Santiago Aragón  |     | 74' |
| KP          | 11 | Martín Vellisca  |     | 81' |
| CS          | 3  | Paulo Jamelli    |     |     |
| Cserék:     |    |                  |     |     |
| V           | 4  | Luis Cuartero    |     | 59' |
| CS          | 9  | Yordi            |     | 74' |
| CS          | 7  | Juanele          |     | 81' |
| Vezetőedző: |    |                  |     |     |
| Txetxu Rojo |    |                  |     |     |

## Bajnok ligája
| 2002. május 15. 20:45 (CEST) |

| Bayer Leverkusen | 1 – 2   | Real Madrid        |
| ---------------- | ------- | ------------------ |
| Lúcio 13'        | (1 – 2) | Raúl 8' Zidane 45' |

| Hampden Park, Glasgow Nézőszám: 51 567 Játékvezető: Urs Meier (Svájc) |

| Bayer Leverkusen | Real Madrid |

| Bayer Leverkusen: |    |                      |
|                   |    |                      |
| K                 | 1  | Hans-Jörg Butt       |
| V                 | 26 | Zoltán Sebescen 65'  |
| V                 | 6  | Boris Živković       |
| V                 | 19 | Lúcio 90+1'          |
| V                 | 35 | Diego Placente       |
| KP                | 28 | Carsten Ramelow (C)  |
| KP                | 25 | Bernd Schneider      |
| KP                | 13 | Michael Ballack      |
| KP                | 23 | Thomas Brdarić 23'   |
| KP                | 10 | Yıldıray Baştürk     |
| CS                | 27 | Oliver Neuville      |
| Cserék:           |    |                      |
| K                 | 20 | Frank Jurić          |
| V                 | 3  | Marko Babić 90+1'    |
| V                 | 47 | Thomas Kleine        |
| K                 | 32 | Anel Dzaka           |
| K                 | 15 | Jurica Vranješ       |
| CS                | 9  | Ulf Kirsten 65'      |
| CS                | 12 | Dimitar Berbatov 39' |
| Vezetőedző:       |    |                      |
| Klaus Toppmöller  |    |                      |

| Real Madrid:       |    |                             |
|                    |    |                             |
| K                  | 13 | César 68'                   |
| V                  | 2  | Míchel Salgado 45+2'        |
| V                  | 4  | Fernando Hierro (C)         |
| V                  | 6  | Iván Helguera               |
| V                  | 3  | Roberto Carlos da Silva 89' |
| KP                 | 24 | Claude Makélélé 73'         |
| KP                 | 10 | Luís Figo 58'               |
| KP                 | 21 | Santiago Solari             |
| KP                 | 5  | Zinédine Zidane             |
| CS                 | 7  | Raúl                        |
| CS                 | 9  | Fernando Morientes          |
| Cserék:            |    |                             |
| K                  | 1  | Iker Casillas 68'           |
| V                  | 18 | Aitor Karanka               |
| V                  | 31 | Francisco Pavón             |
| KP                 | 8  | Steve McManaman 58'         |
| KP                 | 14 | Guti                        |
| KP                 | 16 | Flávio Conceição 73'        |
| CS                 | 23 | Pedro Munitis               |
| Vezetőedző:        |    |                             |
| Vicente Del Bosque |    |                             |

| A mérkőzés játékosa: Zinédine Zidane (Real Madrid) Asszisztensek: Francesco Buragina Felix Züger Negyedik játékvezető: Massimo Busacca |

## Játékos keret
| #  |     | Poszt | Név                     |
| -- | --- | ----- | ----------------------- |
| 1  | ESP | K     | Iker Casillas           |
| 2  | ESP | V     | Míchel Salgado          |
| 3  | BRA | V     | Roberto Carlos da Silva |
| 4  | ESP | V     | Fernando Hierro         |
| 5  | FRA | KP    | Zinedine Zidane         |
| 6  | ESP | V     | Iván Helguera           |
| 7  | ESP | CS    | Raúl                    |
| 8  | ENG | KP    | Steve McManaman         |
| 9  | ESP | CS    | Fernando Morientes      |
| 10 | POR | KP    | Luís Figo               |
| 11 | BRA | KP    | Sávio                   |
| 12 | ESP | V     | Iván Campo              |
| 13 | ESP | K     | César                   |
| 14 | ESP | KP    | Guti                    |
| 15 | CMR | KP    | Geremi                  |

| #  |     | Poszt | Név              |
| -- | --- | ----- | ---------------- |
| 16 | BRA | KP    | Flávio Conceição |
| 18 | ESP | V     | Aitor Karanka    |
| 20 | ESP | KP    | Albert Celades   |
| 21 | ARG | KP    | Santiago Solari  |
| 22 | ESP | V     | Francisco Pavón  |
| 24 | FRA | KP    | Claude Makélélé  |
| 25 | ESP | CS    | Pedro Munitis    |
| 26 | ESP | V     | Óscar Miñambres  |
| 27 | ESP | K     | Carlos Sánchez   |
| 28 | ESP | KP    | Álvaro Benito    |
| 29 | ESP | V     | Borja            |
| 30 | ESP | V     | Raúl Bravo       |
| 32 | ESP | KP    | Valdo            |
| 33 | ESP | V     | Rubén            |
| 39 | ESP | CS    | Javier Portillo  |

## Külső hivatkozások
- Hivatalos weboldal